# Gouvernorat de Mascate
Le Gouvernorat de Mascate (arabe : محافظة مسقط) est un gouvernorat d'Oman, constitué autour de la capitale Mascate, la plus importante ville du pays. C'est le siège du gouvernement et abrite le premier port de croisière et de fret d'Oman, ainsi que son port pétrolier. 
Il compte 734 697 habitants au recensement de 2010 pour une superficie de 3 500 km².

## Subdivisions administratives
Le Gouvernorat de Mascate compte six wilayas:
- Al Amrat, ou Al Amerat,
- Bawshar, ou Baushar,
- Mascate, ou Muscat (900 000 habitants),
- Matrah, ou Muttrah, (160 000 habitants),
- Qurayyat
- Sib, Seeb, As Sib, (320 000 habitants),